# Johannes Knuß
Johannes Knuß oder Johannes Knaus OSB (* in Biberach; † 27. August 1476 in Ochsenhausen) war der 4. Abt der späteren Reichsabtei Ochsenhausen im heutigen Landkreis Biberach in Oberschwaben.

## Leben
Johannes trat mit zwölf Jahren in das Kloster der Ordensgemeinschaft der Benediktiner ein. Er kam aus einer angesehenen Familie in Biberach. Unter Abt Michael Ryssel im Alter von sechzehn Jahren bat er um Aufnahme in den Orden. Er übte mehrere Ämter innerhalb des Klosters aus, so das des Kellermeisters und des Kloster-Ökonomen. 1468 wurde er vom Konvent zum Abt gewählt. Eine große Herausforderung in seiner Regierungszeit war die erstmals in Schwaben auftretende Pest. Im Gebiet des heutigen Deutschland trat die Seuche erstmals im Jahre 1349 auf, erst 1470 erreichte die Pest Oberschwaben. Ganze Weiler und Dörfer und nicht nur einzelne Häuser standen danach unbewohnt da. Johannes Knuß bewährte sich in dieser Situation. Er ließ kostenlos Heilmittel aus der Klosterapotheke unter der Bevölkerung verteilen und richtete in der Klosterküche eine Armenspeisung ein.

## Bellamont
Als Folge der Pest wohnte 1470 in dem Dorf Bellamont keine einzige Person mehr. Daraufhin wurde das Dorf ins benachbarte Ellwangen umgepfarrt. Abt Johannes förderte die Wiederansiedlung von Bewohnern in dem Dorf. Nach der Ansiedlung neuer Bewohner erhielt er vom Bischof von Konstanz Hermann III. von Breitenlandenberg die Erlaubnis, Bellamont in den Pfarrverbund des Klosters Ochsenhausen einzugliedern. Trotz seiner Bemühungen und Verdienste um Bellamont weigerte sich jedoch der Pfarrer von Ellwangen standhaft, aber vergeblich gegen diese Eingliederung.